# 2003年航空
此條目列出2003年發生有關航空運輸的事件。

## 事件

### 1月
- 1月23日：連江縣馬祖南竿機場啟用。

### 5月
- 5月29日：重慶市萬州五橋機場啟用，原有的梁平機場隨即關閉。

### 7月
- 7月7日：石川縣輪島市能登機場啟用。

### 12月
- 12月6日：四川省攀枝花市攀枝花保安營機場啟用。
- 12月12日：內蒙古自治區烏海市烏海機場啟用。